# Проспер (Техас)
Проспер (англ. Prosper) — місто (англ. town) в США, в округах Коллін і Дентон штату Техас. Населення — 30 174 особи (2020).

## Географія
Проспер розташований за координатами 33°14′21″ пн. ш. 96°48′17″ зх. д. / 33.23917° пн. ш. 96.80472° зх. д. (33.239230, -96.804688).  За даними Бюро перепису населення США в 2010 році місто мало площу 59,13 км², з яких 58,48 км² — суходіл та 0,65 км² — водойми. В 2017 році площа становила 65,75 км², з яких 65,08 км² — суходіл та 0,67 км² — водойми.

## Демографія
Згідно з переписом 2010 року, у місті мешкали 9423 особи в 2990 домогосподарствах у складі 2544 родин. Густота населення становила 159 осіб/км².  Було 3469 помешкань (59/км²).
Расовий склад населення:
| - 87,1 % — білих - 5,3 % — чорних або афроамериканців - 1,9 % — азіатів - 0,6 % — корінних американців - 2,8 % — осіб інших рас |

До двох чи більше рас належало 2,4 %. Частка іспаномовних становила 10,8 % від усіх жителів.
За віковим діапазоном населення розподілялося таким чином: 34,9 % — особи молодші 18 років, 59,8 % — особи у віці 18—64 років, 5,3 % — особи у віці 65 років та старші. Медіана віку мешканця становила 34,5 року. На 100 осіб жіночої статі у місті припадало 98,7 чоловіків;  на 100 жінок у віці від 18 років та старших — 96,6 чоловіків також старших 18 років.
Середній дохід на одне домашнє господарство  становив 137 271 долар США (медіана — 115 203), а середній дохід на одну сім'ю — 149 598 доларів (медіана — 128 265). Медіана доходів становила 92 561 долар для чоловіків та 49 883 долари для жінок. За межею бідності перебувало 8,9 % осіб, у тому числі 9,2 % дітей у віці до 18 років та 2,6 % осіб у віці 65 років та старших.
Цивільне працевлаштоване населення становило 6218 осіб. Основні галузі зайнятості: науковці, спеціалісти, менеджери — 17,9 %, освіта, охорона здоров'я та соціальна допомога — 17,2 %, фінанси, страхування та нерухомість — 12,7 %, виробництво — 11,8 %.